# Dipartimento dell'agricoltura degli Stati Uniti d'America
Il Dipartimento dell'agricoltura degli Stati Uniti d'America (USDA) (United States Department of Agriculture) è un dipartimento federale del Governo degli Stati Uniti d'America responsabile delle politiche agrarie, dello sviluppo dell'economia rurale e del sostegno agli agricoltori e ai selvicoltori. Il suo scopo principale è quello di garantire la produzione alimentare all'interno del paese nei cosiddetti deserti alimentari, promuovendo l'allevamento e la produzione agricola sostenibile per garantire sicurezza alimentare, proteggere le risorse naturali,  promuovere le comunità rurali e porre fine alla fame negli Stati Uniti e nel mondo.
È stato creato nel febbraio 1889 dall'allora presidente Grover Cleveland. Questo atto concesse all'USDA lo status di Cabinet Department; fin dalla prima metà del XIX secolo, tuttavia, furono istituiti enti o sezioni aventi la finalità di tutelare e far progredire l'agricoltura nel territorio degli Stati Uniti.